# ファンシータキシード・スーツ

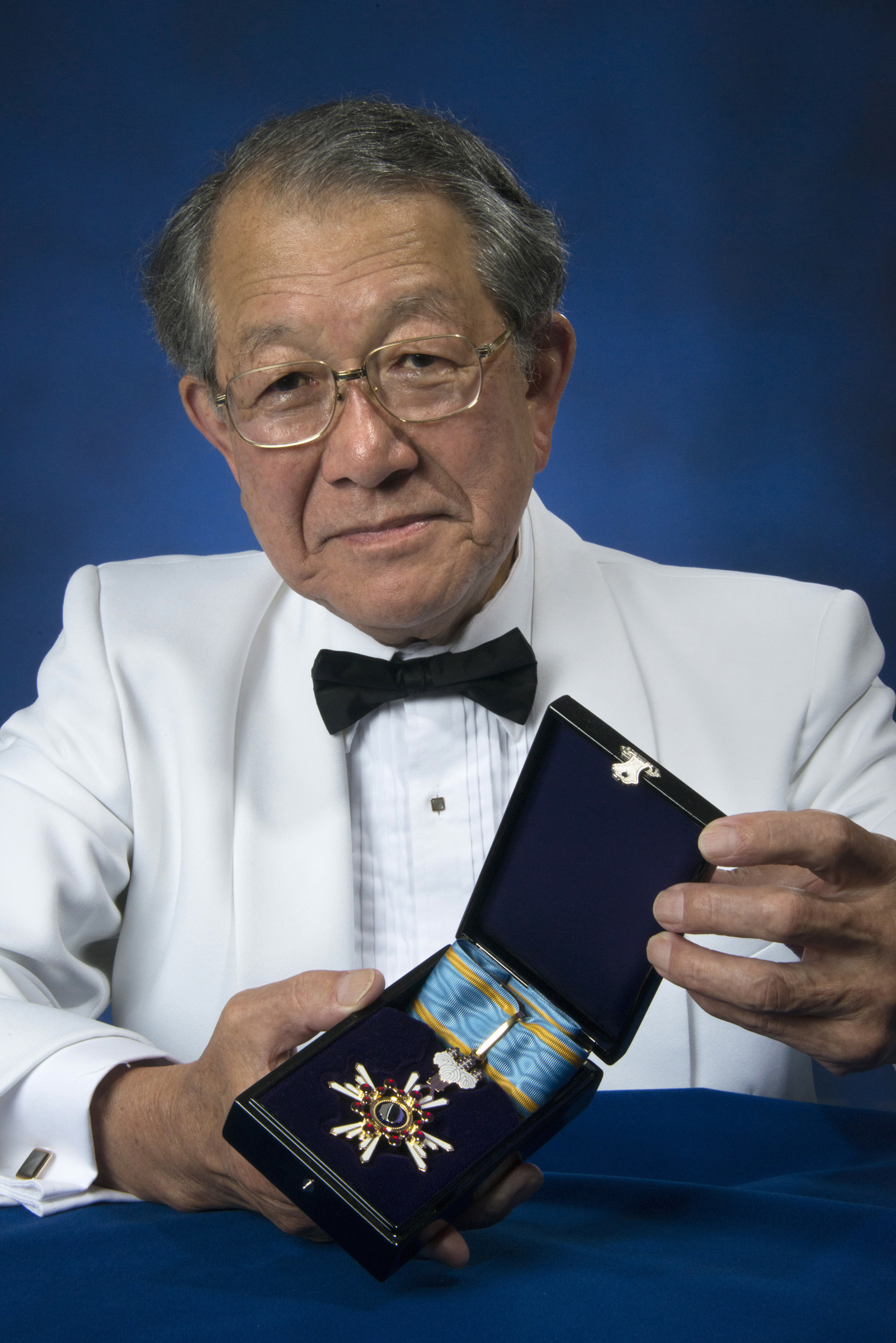
ファンシータキシード・スーツの着用例（在ニューヨーク総領事館総領事代理から伝達された瑞宝中綬章を手にする尾崎敏）

ファンシータキシード・スーツ（fancy tuxedo suit）は、タキシードの一種である。

## 概要
通常のタキシードは、上着が黒や濃紺である。それに対して、ファンシータキシード・スーツは、上着が黒や濃紺以外のものを指し、避暑地などで着られる白、変わり色無地物、格子、縞物、襟や袖口などにデザインをこらしたものがある。蝶ネクタイは、カマーバンドが黒以外の色なら、それの共地にする。ポケットチーフは白麻だが、上着が白の場合は黒やほかの色の絹もの。その他の服飾は通常のタキシードに準ずる。